# Ekologisk arkitektur

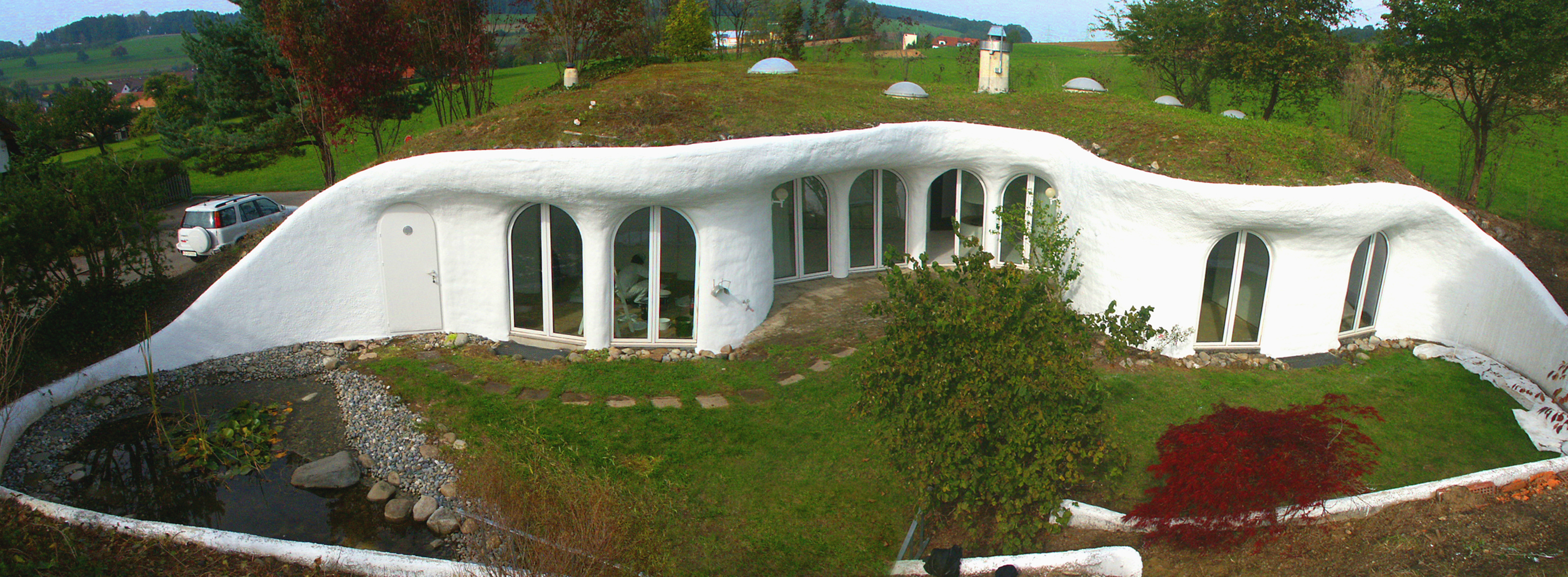
Jordhus i Schweiz ritat av Peter Vetsch.

Ekologisk arkitektur är en form av arkitektur där man utgår ifrån platsen där en byggnad är ämnad att uppföras. Kontexten är fokus vid ekologisk arkitektur.. Ekologisk arkitektur är även integrerad ifrån själva designprocessen där solceller, isolering och vattenburen värme bland andra alla är integrerade i designen vid start snarare än påhängda efteråt. Dessa ska ses som estetiska byggnadselement snarare än skrymmande problem i vägen för designen av arkitekturen. Integrationen sker även mellan arkitekter, ingenjörer, konstnärer och byggare samt de som kommer att nyttja byggnaden. Viktigt vid ekologisk arkitektur är inte endast att utgå ifrån platsen utan att även tänka på hur platsen kan förbättras och berikas.